# Жа сай
Жа Сай (榨菜, Cha tsai) — вид маринованих стебел гірчичної рослини родом з Чунціна, Китай.

## Назви
Назва також може бути написана англійською як cha tsai, tsa tsai, jar choy, jar choi, ja choi, ja choy або cha tsoi. Англійською мовою він зазвичай відомий як Sichuan vegetable, Szechwan vegetable або Chinese pickled vegetable, хоча всі ці терміни можуть також ставитися до будь-якого з інших китайських маринадів, включаючи кілька інших видів у самій провінції Сичуань.

## Приготування
Солоний огірок готують з бугристого, розміром з кулак, набряклого зеленого стебла Brassica juncea, підвиду цацай. Стебло спочатку солять, пресують і сушать, а потім натирають гарячою пастою з червоного чилі і дають бродити в глиняному посуді. Цей процес консервування подібний до того, який використовується для виробництва корейського кімчі.

## Смакові якості
Смак є поєднанням гострого, кислого і солоного, а аромат нагадує квашену капусту з гострою пастою чилі. Його унікальну текстуру — хрумку, але — можна лише невиразно порівняти із західними маринованими огірками. Чжа кай зазвичай миють перед вживанням, щоб видалити пасту чилі. Надлишок солі в консервованому овочі вимивається шляхом замочування у прісній воді. Залежно від регіону та марки, смак може бути солодким, гострим, солоним чи кислим.

## Використання
Родом із Сичуані, жакай використовується в багатьох кухнях Китаю — наприклад, як «автентичний» компонент сичуаньської локшини данина-данина, в супах зі свинячого фаршу та міфену, а також як приправа до рисової юшки. Зазвичай його нарізають тонкими смужками і використовують у невеликих кількостях через його сильну солоність, хоча цю солоність можна трохи пом'якшити, вимочивши смужки у воді перед використанням.
Популярною китайською стравою з використанням жа кай є «локшина з жа кай та подрібненою свининою» (榨菜肉絲麵; zhà cài ròusī miàn). Zha cai також є інгредієнтом ci fan tuan, популярної страви шанхайської кухні.
У Японії цей солоний огірок часто зустрічається в китайських ресторанах (хоча зазвичай він менш гострий, відповідно до японських уподобань), і транслітерується японською мовою zāsai (катакана: сарсі; кандзі: 搾菜).
Як і інші овочеві стебла на китайській кухні, зокрема салат-латук, zha cai також можна нарізати і сотою.

## Виробництво
Фулінг, район Чунцине, тісно пов'язані з zha cai. Найбільший виробник, Фулінг Чжацай, виробник бренду Wujiang (乌江, Wu River), зареєстрований на Шеньчженьській фондовій біржі і в 2021 відзначав продаж 15 мільярдів пакетів.